# Herb gminy Rędziny
Herb gminy Rędziny – jeden z symboli gminy Rędziny.

## Wygląd i symbolika
Herb przedstawia na tarczy dwudzielnej w pas w polu górnym, o barwie srebrnej, orła czerwonego bez głowy z gwiazdą złotą sześciopromienną, natomiast w polu dolnym, błękitnym, złotą czaszę z bijącymi strugami wody.
Czasza znajdująca się w dolnym polu herbu nawiązuje do legendy o (nieistniejącym już) źródełku w Rędzinach, które miało leczyć choroby oczu i uszu. Od XIX wieku na jego miejscu znajduje się niewielka murowana kaplica. Ze źródełkiem tym jest związany lokalny kult św. Otylii, która jest patronką miejscowej parafii.